# Kurt Equiluz
Kurt Equiluz (né le 13 juin 1929 à Vienne et mort le 20 juin 2022) est un ténor autrichien, membre du Wiener Staatsoper de 1957 à 1983. Il est particulièrement connu pour ses interprétations d'œuvres de Bach sous la direction de Nikolaus Harnoncourt et de Helmuth Rilling.

## Biographie
Enfant, Kurt Equiluz était alto soliste aux Petits Chanteurs de Vienne. Il étudie la théorie musicale, la harpe et le chant (auprès d'Adolf Vogel) à l'Académie de musique et d'arts du spectacle de Vienne.
Il est pour la première fois soliste au Wiener Staatsoper dans le rôle de Pedrillo (L'Enlèvement au sérail) en 1957 ; de cette date à 1983, il joue soixante-neuf rôles différents du répertoire de ténor bouffe (Spieltenor), notamment Jaquino dans Fidelio (Beethoven) et Scaramouche dans Ariane à Naxos (Strauss). Il chante au festival de Salzbourg en plusieurs occasions : la première de Penelope de Rolf Liebermann (1954), le Mystère de la Nativité de Frank Martin (1960) et la première de Das Bergwerk zu Falun de Rudolf Wagner-Régeny (1961).
Kurt Equiluz devient célèbre pour ses interprétations des cantates et des oratorios de Bach, lorsque Nikolaus Harnoncourt fait appel à lui pour enregistrer l'ensemble des œuvres vocales du compositeurs sur instruments d'époque. Il est l'Évangéliste dans le premier enregistrement de la Passion selon saint Jean sur instruments d'époque avec le Concentus Musicus Wien en 1965, puis en 1970 dans la Passion selon saint Matthieu. 
En 1977, il est l'Évangéliste dans un enregistrement de la Passion selon saint Matthieu avec la Société Bach des Pays-Bas, dirigé par Charles de Wolff (nl), Max van Egmond étant la Vox Christi.
Il enregistre également la Passion selon saint Jean, la Passion selon saint Matthieu et l’Oratorio de Noël sous la direction de Michel Corboz, ainsi que plusieurs cantates avec les Gächinger Kantorei de Stuttgart et Helmuth Rilling. Avec Harnoncourt, il enregistre des œuvres de Monteverdi, dont les opéras L'Orfeo, Il ritorno d'Ulisse in patria, L'incoronazione di Poppea et les Vêpres à la Vierge. Il enregistre enfin plusieurs œuvres sacrées de la période classique avec les Petits Chanteurs de Vienne : la Missa solemnis en do m de Mozart, la Waisenhausmesse K. 139, la Messe du Couronnement, la Theresienmesse de Haydn et la Messe no. 6 en mi bémol majeur de Schubert, D 950.
Kurt Equiluz commence à enseigner en 1964 ; il est nommé professeur à la Musikhoschule de Graz en 1971, et à l'Académie de musique et d'arts du spectacle de Vienne en 1982.